# Яйкарово
Яйка́рово (баш. Яйҡар) — деревня в Абзелиловском районе Республики Башкортостан России, относится к Баимовскому сельсовету.

## Население
| 1968 | 2002 | 2009 | 2010 |
| ---- | ---- | ---- | ---- |
| 185  | ↗187 | ↘183 | ↘157 |

Согласно переписи 2002 года, преобладающая национальность — башкиры (99 %).

## Географическое положение
Расстояние до:
- районного центра (Аскарово): 75 км,
- центра сельсовета (Баимово): 8 км,
- ближайшей железнодорожной станции (Ташбулатово): 18 км.